# کانابینوئیدرژیک
کانابینوئیدرژیک (انگلیسی: Cannabinoidergic) یا کانابینرژیک به معنای "کار بر روی انتقال دهنده‌های عصبی اندوکانابینوئید" است. مانند عباراتی مانند دوپامینرژیک و سروتونرژیک، پروتئین‌های مرتبط و اجزای سلولی مرتبط با سیگنال‌دهی اندوکانابینوئید، مانند گیرنده کانابینوئید (CB1) و همچنین ترکیبات برون‌زا، مانند فیتوکانابینوئیدها یا سایر کانابینوئیدها که می‌توانند فعالیت سیستم بینوئیدی را تعدیل کنند، مرتبط هستند به عنوان کانابینوئیدرژیک شناخته می‌شوند.

## همچنین ببینید
- Adenosinergic
- آدرنرژیک
- کولینرژیک
- دوپامینرژیک
- گابائرژیک
- گلیسینرژیک
- هیستامینرژیک
- ملاتونرژیک
- Monoaminergic
- اوپیوئیدرژیک
- سروتونرژیک